# Trachylepis albotaeniata
Trachylepis albotaeniata es una especie de escincomorfos de la familia Scincidae.

## Distribución geográfica
Es endémica de la isla de Pemba (Tanzania).